# St. Jacques-Coomb's Cove
St. Jacques-Coomb's Cove är en ort i Kanada.   Den ligger i provinsen Newfoundland och Labrador, i den östra delen av landet, 1 600 km öster om huvudstaden Ottawa. St. Jacques-Coomb's Cove ligger 43 meter över havet och antalet invånare är 669.
Terrängen runt St. Jacques-Coomb's Cove är platt åt sydväst, men norrut är den kuperad. Havet är nära St. Jacques-Coomb's Cove åt sydost. Trakten är glest befolkad. St. Jacques-Coomb's Cove är det största samhället i trakten. 
I omgivningarna runt St. Jacques-Coomb's Cove växer i huvudsak blandskog.